# Serge Aurier
Serge Aurier (ur. 24 grudnia 1992 w Ouragahio) – iworyjski piłkarz grający na pozycji prawego obrońcy w tureckim klubie Galatasaray SK oraz jako kapitan reprezentacji Wybrzeża Kości Słoniowej.  
Uczestnik Mistrzostw Świata w 2014 roku. Mistrz Afryki z 2015 oraz 2023 roku. Uczestnik Pucharu Narodów Afryki w 2017, 2019 i 2021 roku. 
Wychowanek RC Lens, w swojej karierze grał także w Toulouse FC, Paris Saint-Germain, Tottenham Hotspur oraz Villarreal CF. 

## Kariera klubowa
W młodości występował w akademii francuskiego klubu RC Lens. Swój profesjonalny debiut zaliczył w tym samym klubie w sezonie 2009/10 w wygranym spotkaniu przeciwko AS Saint-Étienne wynikiem 1:0. W debiutanckim sezonie wystąpił siedmiokrotnie w występach ligowych i pucharowych. Łącznie w RC Lens wystąpił w 24 czterech spotkaniach Ligue 1 i 16 razy w Ligue 2 po spadku w sezonie 2010/11.
26 stycznia 2012 roku został sprzedany do francuskiego Toulouse FC za kwotę około 1,30 mln euro. Swój debiutancki występ zaliczył w wygranym spotkaniu przeciwko SM Caen, zakończonego wynikiem 1:0. Łącznie w barwach Toulouse wystąpił w 80 spotkaniach w których strzelił 8 bramek i zaliczył 13 asyst.
23 lipca 2014 roku został wypożyczony na sezon 2014/15 do Paris Saint-Germain. Łącznie na wypożyczeniu wystąpił w 16 spotkaniach, strzelił jedną bramkę oraz zaliczył 7 asyst.
1 lipca 2015 roku został permanentnie wykupiony przez PSG, za kwotę łącznie ponad 10 mln euro. W debiucie w lidze mistrzów wystąpił w wygranym spotkaniu z ukraińskim Szachtarem Donieck. Aurier zdobył bramkę na 1:0. Ostatecznie mecz zakończył się wynikiem 3:0.
W klubie spędził ponad dwa lata, gdzie rozegrał 65 spotkań, strzelił 4 bramki i zaliczył 15 asyst. Dwukrotnie został mistrzem Francji, trzykrotnie sięgnął po Puchar Francji oraz Puchar ligi Francuskiej i czterokrotnie po superpuchar Francji.
31 sierpnia 2017 roku został sprzedany za kwotę około 23 mln funtów do angielskiego klubu Tottenham Hotspur. Debiut w Premier League zaliczył w zremisowanym meczu przeciwko Swansea City (0:0). W sezonie 2017/18 wystąpił w 24 spotkaniach, strzelił 2 bramki i zaliczył 3 asysty. Łącznie w Tottenhamie w ciągu ponad czterech lat wystąpił w 110 meczach, gdzie strzelił 8 bramek i zdobył 17 asyst. Regularnie występował w lidze mistrzów, w której w sezonie 2018/19 dotarł do finału przeciwko angielskiemu Liverpoolu, przegrywając wynikiem 0:2. Ostatecznie cały mecz przesiedział na ławce.
31 sierpnia 2021 rozwiązał kontrakt z klubem. 4 października na zasadzie wolnego zawodnika został kupiony przez hiszpański Villareal. Swój debiut w La Liga zaliczył w przegranym spotkaniu przeciwko Athletic Bilbao, wynikiem 1:2. Aurier wszedł z ławki w 65 minucie. Występował jednocześnie w lidze mistrzów. W sezonie 2021/2022 wystąpił w 24 spotkaniach, zaliczając dwie asysty.
1 lipca 2022 roku rozwiązał kontrakt z klubem. 7 września 2022 roku trafił do angielskiego Nottingham Forest. W sezonie 2022/23 wystąpił w 28 spotkaniach, gdzie zaliczył jedną bramkę. 24 spotkania odbyły się w Premier League, cztery w pucharze EFL Cup.
2 lutego 2024 roku przeniósł się do tureckiego Galatasaray SK.

## Kariera reprezentacyjna
Swój debiut zaliczył podczas eliminacji do Mistrzostw Świata w 2014 roku w zwycięskim meczu przeciwko reprezentacji Gambii (3:0). Aurier rozegrał pełne spotkanie.
Został powołany na Mistrzostwa Świata w 2014 roku. Pierwszy mecz został rozegrany przeciwko reprezentacji Japonii. Aurier rozegrał pełne 90 minut spotkania, które zakończyło się zwycięstwem WKS 2:1. Drugi mecz odbył się przeciwko reprezentacji Kolumbii. Iworyjczyk rozegrał pełny dystans, a mecz zakończył się porażką 1:2 na rzec Kolumbijczyków. Ostatni mecz decydujący o wyjściu z grupy został rozegrany przeciwko reprezentacji Grecji. Spotkanie to nie obyło się bez kontrowersji. Publika po meczu zarzucała sędziemu błędnie przyznany rzut karny, przez który reprezentacja WKS przegrała 1:2 i odpadła z turnieju. Aurier w tym zagrał pełne 90 minut.
W 2015 roku wraz z reprezentacją wygrał Puchar Narodów Afryki, pokonując poprzednio Gwinee, Mali, Kamerun, Algerię, Demokratyczną Republikę Kongo, zaliczając w trakcie turnieju dwie asysty. W finale zmierzyli się przeciwko reprezentacji Ghany. Po regulaminowym czasie gry i dogrywce wynik wynosił 0:0. Po zaciętym konkursie WKS zwyciężyło wynikiem 9:8 w rzutach karnych.
Występował również w Pucharze Narodów Afryki w 2017, 2019 oraz 2021 roku. Podczas ostatnich dwóch pucharów w 2019 i 2021 (rozgrywanym w 2022 przez pandemię Covid-19) występował w roli kapitana.
W Pucharze Narodów Afryki 2023 (rozgrywanym w 2024 roku) przez większość turnieju występował w roli kapitana drużyny WKS. W pierwszym meczu u roli kapitana wystąpił podczas fazy grupowej w przegranym spotkaniu wynikiem 0:1 przeciwko reprezentacji Nigerii. 
Po wyjściu z fazy grupowej reprezentacja WKS zmierzyła się z reprezentacją Senegalu. Do pierwszej połowy panował wynik 1:0 po bramce Habiba Diallo. W 86 minucie bramkę wyrównawczą strzelił Franck Kessié. Podczas regulaminowego czasu gry oraz dogrywki nie rozstrzygniętą wyniku tym samym mecz doszedł do fazy rzutów karnych. Po rzutach karnych spotkanie zakończyło się zwycięstwem Wybrzeża Kości Słoniowej wynikiem 4:5. Aurier wykorzystał swoją 11-stkę.
Po zaciętych rozgrywkach w pucharze reprezentacja Wybrzeża Kości Słoniowej dotarła do finału turnieju w którym zmierzyła się ponownie z reprezentacją Nigerii. Pierwszą bramkę w finale strzelił nigeryjski ówczesny zawodnik PAOK FC, William Troost-Ekong w 38 minucie spotkania. Drugą bramkę po pierwszej połowie spotkania strzelił Franck Kessié po asyście Simon Adingra. Ostatnią bramkę na wagę zwycięstwa w tym spotkaniu strzelił Sébastien Haller ponownie po asyście Simon Adingra. Końcowo spotkanie zakończyło się wynikiem 2:1 na konto Iworyjczyków, którzy tym samym sięgnęli po złoty medal turnieju.

## Statystyki kariery
(aktualne na dzień 24 sierpnia 2023)
| Klub                | Sezon              | Liga               | Liga  | Liga   | Puchar Kraju | Puchar Kraju | Puchar Ligi | Puchar Ligi | Europa | Europa | Inne  | Inne   | Suma  | Suma   |
| Klub                | Sezon              | Liga               | Mecze | Bramki | Mecze        | Bramki       | Mecze       | Bramki      | Mecze  | Bramki | Mecze | Bramki | Mecze | Bramki |
| ------------------- | ------------------ | ------------------ | ----- | ------ | ------------ | ------------ | ----------- | ----------- | ------ | ------ | ----- | ------ | ----- | ------ |
| RC Lens             | 2009/10            | Ligue 1            | 5     | 0      | 6            | 0            | 0           | 0           | –      | –      | –     | –      | 11    | 0      |
| RC Lens             | 2010/11            | Ligue 1            | 19    | 0      | 1            | 0            | 1           | 0           | –      | –      | –     | –      | 21    | 0      |
| RC Lens             | 2011/12            | Ligue 2            | 16    | 0      | 0            | 0            | 4           | 0           | –      | –      | –     | –      | 20    | 0      |
| RC Lens             | Ogólnie            | Ogólnie            | 47    | 0      | 2            | 0            | 6           | 0           | 0      | 0      | 0     | 0      | 55    | 0      |
| Toulouse FC         | 2011/12            | Ligue 1            | 10    | 1      | 0            | 0            | 0           | 0           | –      | –      | –     | –      | 10    | 1      |
| Toulouse FC         | 2012/13            | Ligue 1            | 28    | 1      | 2            | 0            | 2           | 0           | –      | –      | –     | –      | 32    | 1      |
| Toulouse FC         | 2013/14            | Ligue 1            | 34    | 6      | 2            | 0            | 2           | 0           | –      | –      | –     | –      | 38    | 6      |
| Toulouse FC         | Ogólnie            | Ogólnie            | 72    | 8      | 4            | 0            | 4           | 0           | 0      | 0      | 0     | 0      | 80    | 8      |
| Paris Saint-Germain | 2014/15            | Ligue 1            | 14    | 0      | 0            | 0            | 2           | 0           | 0      | 0      | 0     | 0      | 16    | 0      |
| Paris Saint-Germain | 2015/16            | Ligue 1            | 21    | 2      | 4            | 0            | 2           | 0           | 5      | 1      | 1     | 1      | 33    | 4      |
| Paris Saint-Germain | 2016/17            | Ligue 1            | 22    | 0      | 3            | 0            | 1           | 0           | 5      | 0      | 1     | 0      | 32    | 0      |
| Paris Saint-Germain | Ogólnie            | Ogólnie            | 57    | 2      | 7            | 0            | 5           | 0           | 10     | 1      | 2     | 1      | 81    | 4      |
| Tottenham Hotspur   | 2017/18            | Premier League     | 17    | 2      | 1            | 0            | 0           | 0           | 6      | 0      | –     | –      | 24    | 2      |
| Tottenham Hotspur   | 2018/19            | Premier League     | 8     | 0      | 1            | 2            | 3           | 0           | 5      | 0      | –     | –      | 17    | 2      |
| Tottenham Hotspur   | 2019/20            | Premier League     | 24    | 1      | 4            | 0            | 0           | 0           | 5      | 1      | –     | –      | 33    | 2      |
| Tottenham Hotspur   | 2020/21            | Premier League     | 19    | 2      | 0            | 0            | 3           | 0           | 4      | 0      |       |        | 26    | 2      |
|                     | Ogólnie            | Ogólnie            | 77    | 5      | 6            | 2            | 6           | 0           | 20     | 1      | 0     | 0      | 100   | 8      |
| Villareal CF        | 2021/22            | La Liga            | 19    | 0      | –            | –            | –           | –           | 5      | 0      | –     | –      | 24    | 0      |
|                     | Ogólnie            | Ogólnie            | 19    | 0      | 0            | 0            | 0           | 0           | 5      | 0      | 0     | 0      | 24    | 0      |
| Nottingham Forest   | 2022/23            | Premier League     | 24    | 1      | –            | –            | 4           | 0           | –      | –      | –     | –      | 28    | 1      |
|                     | Ogólnie            | Ogólnie            | 24    | 1      | 0            | 0            | 4           | 0           | 0      | 0      | 0     | 0      | 28    | 1      |
| Ogólnie w karierze  | Ogólnie w karierze | Ogólnie w karierze | 294   | 16     | 24           | 2            | 25          | 0           | 30     | 2      | 2     | 1      | 368   | 21     |

## Sukcesy

### PSG
- Mistrzostwo Francji: 2014/2015, 2015/2016
- Puchar Francji: 2014/2015, 2015/2016, 2016/2017
- Puchar Ligi Francuskiej: 2014/2015, 2015/2016, 2016/2017
- Superpuchar Francji: 2014, 2015, 2016

### Tottenham
- Finał Ligi Mistrzów UEFA: 2018/2019

### Reprezentacyjne
- Puchar Narodów Afryki: 2015

### Indywidualne
- Drużyna roku CAF: 2015, 2016, 2018, 2019
- Drużyna turnieju Pucharu Narodów Afryki: 2015
- Drużyna roku Ligue 1: 2013/2014, 2015/2016